# Драган Сорајић
Сорајић (Младен) Драган (Требиње, 1952) српски је психолог и неуролог.

## Биографија
Основну школу и гимназију је завршио у Требињу, а Медицински факултет у Сарајеву.Био је дугогодишњи начелник Одјељења за неурологију и психијатрију Опште болнице у Требињу и начелник Центра за ментално здравље Дома здравља у Требињу.

## Књижевни рад
Прву пјесму је написао као десетогодишњак и објавио је у часопису Слобода у Мостару. У шестом разреду је добио награду за пјесму Револуција.На књижевном конкурсу ''Књижевна заједница Јован Дучић'' радови су му били запажени.У стваралачком раду направио је паузу све до повратка земних остатака Јован Дучић, кад се поново активира са писањем.